# Самсун (вилајет)
Самсунски вилајет (тур. Samsun ili) је вилајет у Турској на црноморској обали са популацијом од 1.252.693 становника (подаци из 2010). Суседни вилајети су Синоп на северозападу, Чорум на западу, Амасија на југу, Токат на југоистоку и Орду на истоку.
Престоница вилајета је град Самсун, један од највећих градова у Турској и највећа и најпрометнија лука на Црном мору.

## Окрузи
Самсунски вилајет је подељен на 17 округа (четири која чине град Самсун су подебљана).
- Илкадим
- Џаник
- Атакум
- Текекој
- Алачам
- Асарџик
- Ајваџик
- Бафра
- Чаршамба
- Хавза
- Кавак
- Ладик
- Ондокузмајис
- Салипазари
- Терме
- Везиркопру
- Јакакент

## Историја
Оснивач Републике Турске, Мустафа Кемал Ататурк, започео је Турски рат за независност овде 19. маја 1919. године.